# ソ連運輸省ER22形電車
ER22形（ロシア語: ЭР22）は、ソ連運輸通信省（МПС СССР, Министерство путей сообщения СССР）が1964年から導入した直流電化区間用電車（エレクトリーチカ）である。

## 概要
ER1形電車の登場以降、ソ連各地に導入が行われた電車列車（エレクトリーチカ）であったが、それらの車両は扉が車端部（片側2扉）にしか設置されておらず、混雑時の運用には適していなかった。そこで1960年から1961年にかけて車体延長を24,500mmに延ばして中央部に扉を設置し、回生ブレーキを搭載したER10形（ЭР10）が8編成製造されたものの、電動機の出力不足が指摘されそれ以上の生産は行われなかった。
それを受け1961年から1962年にかけて出力を増大させ、設計最高速度も160km/hに向上させたER20形（ЭР20）の設計が行われたが実車の製造は行われず、最終的に設計最高速度を130km/hに引き下げたER22形（ЭР22）の製造が決定した。
4両編成を基本としており、片運転台の電動制御車（Мг）が付随車（Пп）を2両挟む編成となっていた。製造時期に応じて以下の3種類の形式に分かれていた。

## 車種

### ER22形（ЭР22）
1964年から66編成が製造された最初のグループ。それまで製造されていたER10形から前面形状が変更され、半球状のものから前面二枚窓に改められている。車体は高床式プラットホームに対応した構造になっている。製造は電動制御車をリガ車両製造工場、付随車をカリーニン車両工場（現：トヴェリ車両工場）が担当した。
製造過程で電動制御車の重量削減を目的とした電装機器の変更が行われたものの、車軸への高い負担や回生ブレーキの不具合により1968年をもって製造が中止された。その際、製造途中で残された2両は衝突実験に使用された後解体されている。
モスクワを中心とした路線に導入が行われたが、1968年以降北カフカース鉄道などへの転属が行われ、2016年現在もカザフスタンのステプノゴルスク（ステプノゴルスク鉄道）で一部編成が使用されている他、各地の博物館に保存されている車両も存在する。
なお、ER22形と言う形式と共に62-105と言う番号で呼ばれていた他、車種によって以下の形式番号が付けられている。
- 62-106 - 電動制御車(Мг)。日本国有鉄道における電車の形式称号で言う「クモハ」に該当する。
- 62-107 - 付随車(Пп)。「サハ」に該当。

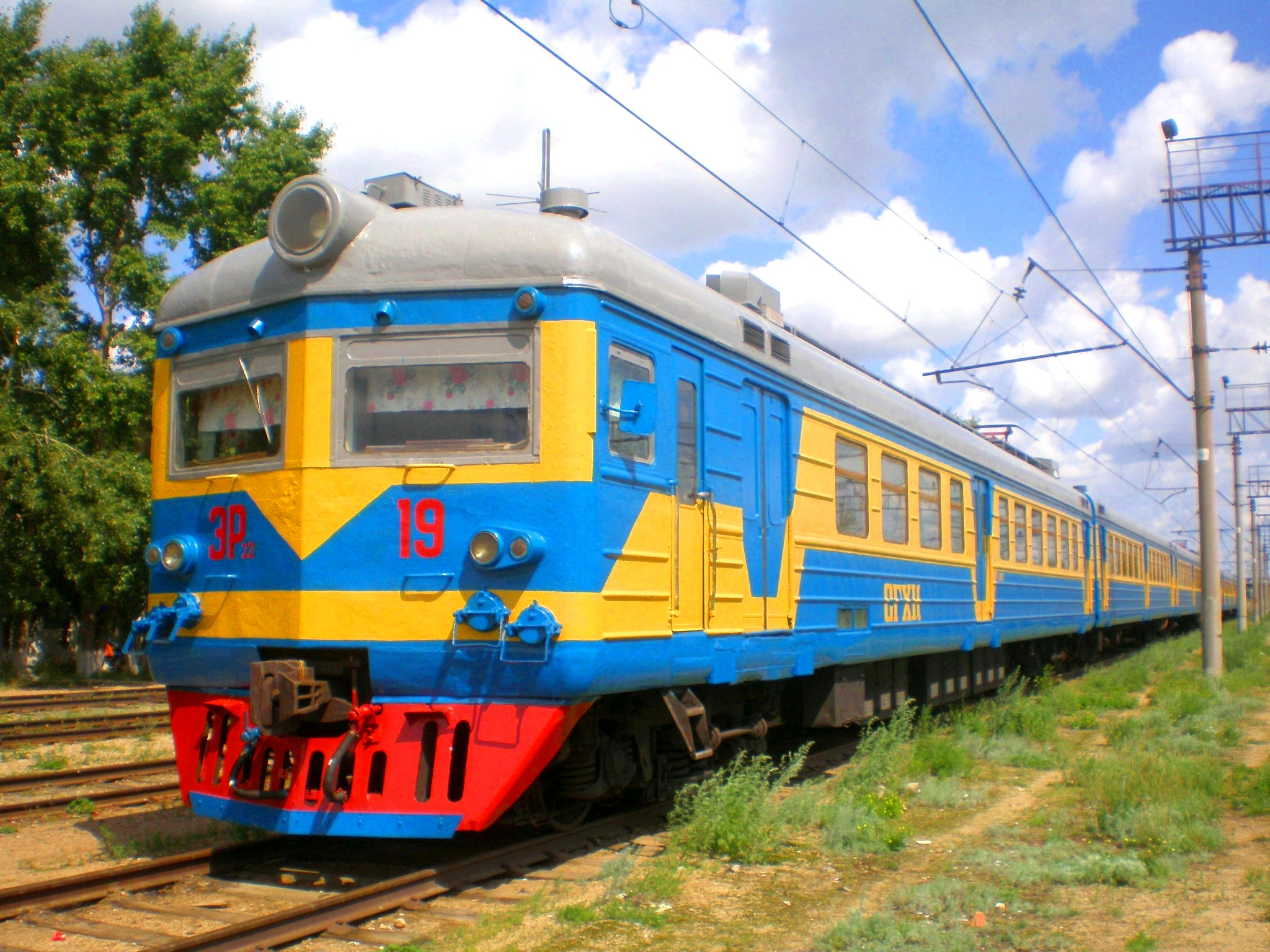
ステプノゴルスクで運行中のER22形
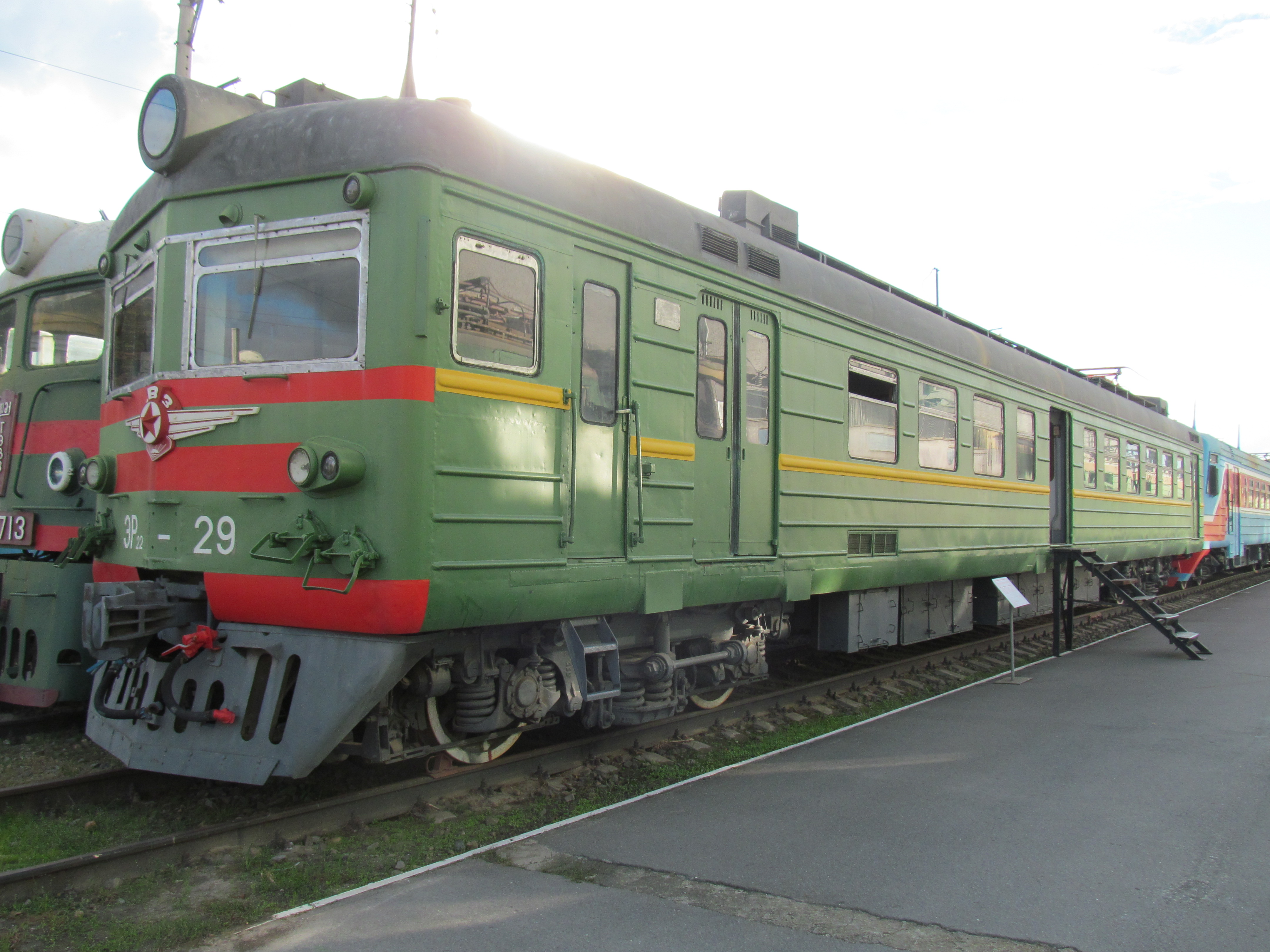
北カフカース鉄道博物館で保存されているER22形

### ER22M形（ЭР22М）
1972年に4両編成2本が製造されたグループ。重量分散のために電動車に搭載していた電子機器の一部が中間の付随車に移され、完全固定編成となった他、高床・低床双方のプラットホームに対応した扉構造に変更された。また先頭部のデザインが再び変更され、この形式以降リガ車両製作工場で製造された電車・気動車の先頭部は、前面二枚窓、下部に前照灯と尾灯、そして中央部を境にして上下に傾斜が存在すると言うデザインが基本となっている。
1984年までリガやクルスクで使用されていた。
なお、ER22M形と言う形式と共に62-219と言う番号で呼ばれていた他、車種によって以下の形式番号が付けられている。
- 62-220 - 電動制御車(Мг)。「クモハ」に該当。
- 62-221 - 付随車(Пп)。「サハ」に該当。

### ER22V形（ЭР22В）
1975年から1976年にかけて4両編成2本が製造された最終グループ。先頭部のデザインの微細な変更や一部部品の変更などを除けばER22M形と同型車両であったが、こちらは高床式プラットホームにのみ対応する扉構造となっていた。
当初は量産も計画されていたが、生産ラインを24,500mmの長大車体に対応させることが出来ず、以降の回生ブレーキを搭載した車両の生産についてはER2形と同様車体長19,600mmのER2R形（ЭР2Р）へと切り替えられた。その後ER22V形は1979年に1編成がER2R形に改造され、残った1編成は1994年まで営業運転に用いられた。
なお、ER22V形と言う形式と共に62-247と言う番号で呼ばれていた他、車種によって以下の形式番号が付けられている。
- 62-248 - 電動制御車(Мг)。「クモハ」に該当。
- 62-249 - 付随車(Пп)。「サハ」に該当。

## 改造

### 高速走行実験鉄道車両

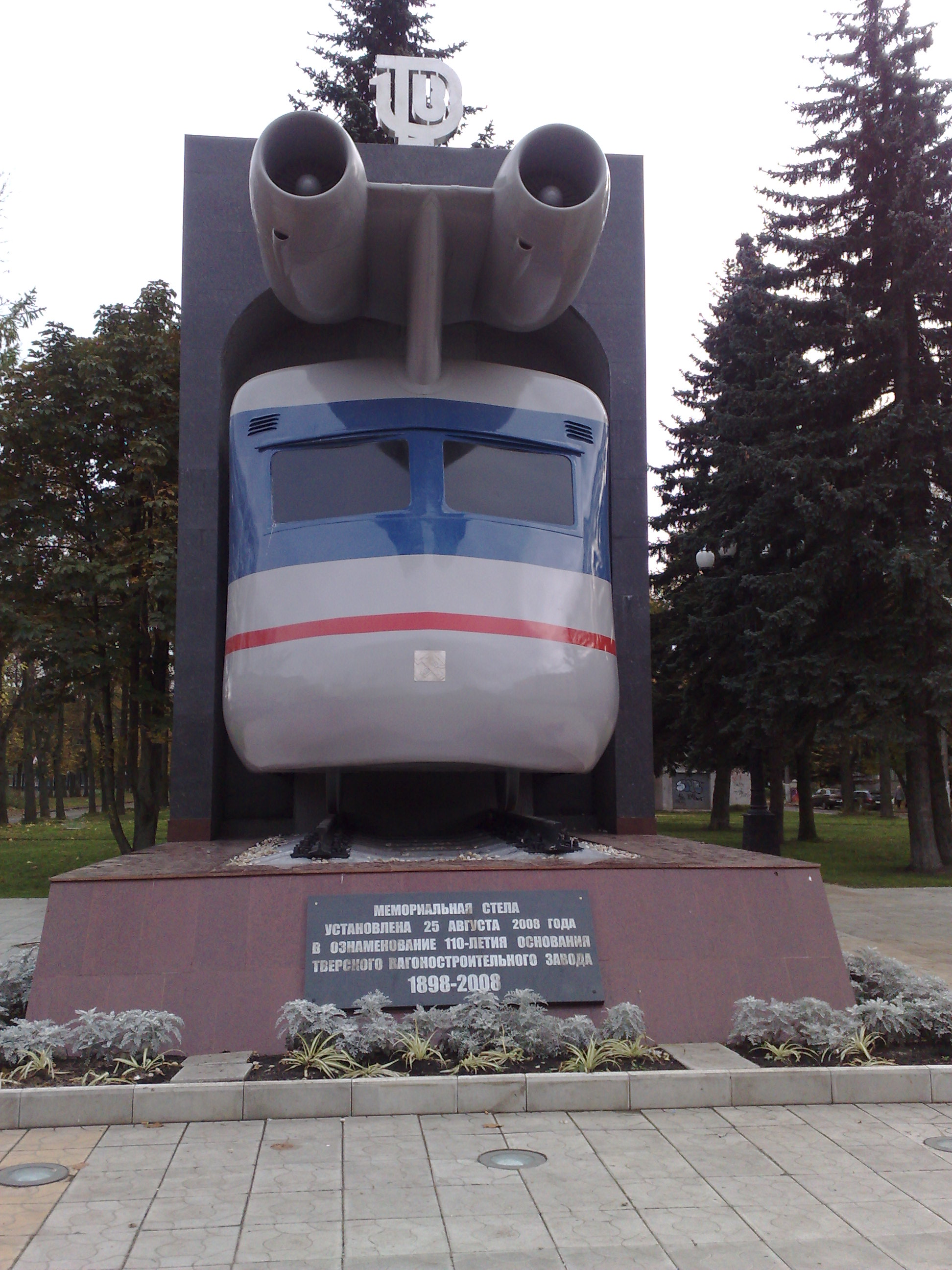
保存されている試験車両の前面部

非電化区間での高速鉄道の研究を目的としてER22形のうち1両（ER22-67）が（高速走行実験鉄道車両）に改造された。
前面が流線形に改造された他Yak-40旅客機で使用されるイーウチェンコ AI-25ジェットエンジンが屋根上に搭載された。
試験時には当時1,520㎜の軌間での最高速度である時速249kmに到達した。
試験終了後は長らく放置されていたが2008年に解体され、前頭部のみがモニュメントとして保存されている。